# 더 스탠드
더 스탠드(The Stand)는 미국 작가 스티븐 킹이 집필하고 더블데이 (출판사)에서 1978년에 처음 출판한 종말물 다크 판타지 소설이다. 줄거리는 무기화된 인플루엔자의 치명적인 범유행과 그 여파에 중점을 두고 있다. 여기서 살아남은 소수의 인간은 각각 선과 악의 의인화가 이끄는 파벌로 모여 서로 충돌할 운명인 것처럼 보인다. 킹은 1975년 2월부터 반지의 제왕 정신을 바탕으로 한 서사시를 만들고자 이야기를 쓰기 시작했다. 이 책은 등장인물과 줄거리가 너무 많아서 집필하기가 어려웠다.
1990년에 더 스탠드는 "The Complete & Uncut Edition"으로 재인쇄되었다. 킹은 원본 원고에서 삭제된 400페이지가 넘는 텍스트를 복원하고 장의 순서를 수정했으며, 소설의 배경을 1980년에서 1990년으로 10년 앞당겨 옮기고 이에 따라 여러 문화적 참고 자료를 수정했다. 더 스탠드의 완전 무삭제판은 1,152페이지에 달하는 스티븐 킹의 가장 긴 독립 작품으로, 1,138페이지에 달하는 소설 그것 (소설)을 능가한다. 이 책은 베스트셀러 1위가 되었고 450만 부가 팔렸다.
더 스탠드는 비평가들로부터 높은 평가를 받았으며 킹의 최고의 소설 중 하나로 간주된다. 이 책은 롤링 스톤, 타임 (잡지), 모던 라이브러리, 아마존 (기업) 및 BBC가 선정한 역대 최고의 책 목록에 포함되었다. 소설을 원작으로 한 동명의 TV 미니시리즈가 1994년 ABC에서 방송되었다. 2008년부터 2012년까지 마블 코믹스는 로베르토 아기레사카사가 글을 쓰고 마이크 퍼킨스가 그림을 그린 만화 시리즈를 출판했다. 또 다른 미니시리즈는 2020년 12월 CBS 올 액세스에서 데뷔해 2021년 2월에 방영을 마쳤다.